# Aleksandrovo (Targovisjte)
Aleksandrovo (Bulgaars: Александрово) is een dorp in Bulgarije. Het dorp is gelegen in de gemeente Targovisjte, oblast Targovisjte. Het dorp ligt 12 km ten westen van Targovisjte en 258 km ten noordoosten van Sofia.

## Bevolking
Het dorp telde in december 2019 214 inwoners, een daling vergeleken met het maximum van 593 personen in 1946.
|  |

Alle 254 inwoners reageerden op de optionele volkstelling van 2011. Van deze 254 respondenten identificeerden 225 personen zichzelf als Bulgaarse Turken (88,6%), gevolgd door 28 etnische Bulgaren (11%) en 1 ondefinieerbare respondent (0,4%).
| Etniciteit   | Aantal | %     |
| ------------ | ------ | ----- |
| Bulgaren     | 28     | 11%   |
| Turken       | 225    | 88,6% |
| Roma         | ...    | ...   |
| Overig       | 92     | 6,2%  |
| Respondenten | 254    |       |